# Parasarcophaga nanpingensis
Parasarcophaga nanpingensis är en tvåvingeart som beskrevs av Ye 1980. Parasarcophaga nanpingensis ingår i släktet Parasarcophaga och familjen köttflugor. Inga underarter finns listade i Catalogue of Life.